# Alexandre et le Roi
Alexandre et le Roi est une série télévisée québécoise en 41 épisodes de 25 minutes diffusée entre le 8 novembre 1976 et le 1er mai 1978 à la Télévision de Radio-Canada.

## Synopsis
Extrait de Ici Radio-Canada :

« L'action démarre en 1976, à partir de la grande passion que ressent Alexandre pour le jeu d'échecs. Par le rêve, il franchit les frontières du temps et de l'espace pour se retrouver au sein de la cour de Sa Majesté Ulric, roi des Noirs. Ce nouvel univers est empreint d'un climat de compétition, où toutes les énergies sont orientées vers la domination des ennemis Blancs.
Alexandre, lui, apporte ses propres valeurs tout naturellement, au fil de situations humoristiques où il remet en question les valeurs dominantes autour du roi Ulric.
Par exemple, la loyauté à l'égard du pouvoir royal, autorité suprême et indivisible, vacillera au contact d'Alexandre qui s'identifie à un sens de la vie dépouillé d'agressivité. »

## Distribution
- Antoine Durand : Alexandre
- Luc Durand : Ulric, le Roi noir
- Yvan Canuel : père d'Alexandre
- Micheline Gérin : mère d'Alexandre
- Huguette Oligny : Reine noire
- Yves Létourneau : chevalier de la Reine noire
- Jean-Louis Paris : vizir du Roi noir
- Claude Préfontaine : vizir de la Reine noire
- Serge Turgeon : chevalier du Roi noir
- Claudie Verdant : Mélanie
- Jacques Piperni : pion Ceset
- Béatrice Picard : Reine Blanche

## Fiche technique
- Scénarisation : Michel Dumont et Linda Wilscam
- Réalisation : Michel Greco
- Musique : Herbert Ruff
- Société de production : Société Radio-Canada

## Synopsis des épisodes
Selon le synopsis de la série, Alexandre, par un effet de magie, se retrouve dans le mystérieux univers des personnages du jeu d’échecs.
Liste des épisodes :
1. La Magie blanche.  Premier épisode de la série.  Diffusion : le lundi 8 novembre 1976, à 16:30.
2. L’Espion.  Diffusion : le lundi 15 novembre 1976, à 16:30.
3. Le Décret.  Diffusion : le lundi 22 novembre 1976, à 16:30.
4. Le Gardien de la tour.  La vie au Royaume des échecs est chambardée depuis l’arrivée d’Alexandre dont le prestige fait des jaloux.  Les intrigues du vizir de la Reine pour écarter l’intrus se retournent contre lui.  Diffusion : le lundi 29 novembre 1976, à 16:30.
5. Le Bonheur des uns.  L’ennui s’est installé dans le Royaume.  Le Roi consacre tout son temps à Alexandre pour lequel il s’est pris d’affection.  Il se rend finalement compte qu’il est responsable de l’inactivité générale et décide de remettre le Grand Échiquier en état pour la prochaine partie d’échecs. ».  Diffusion : le lundi 6 décembre 1976, à 16:30.
6. Adélaïde aux mains blanches.  Une visite de courtoisie de la Reine Blanche au Royaume des Noirs risque d’avoir des suites fâcheuses, mais la présence d’Alexandre sauve la situation au dernier moment.  Diffusion : le lundi 13 décembre 1976 à 16:30.
7. Les Épreuves.  Alexandre veut devenir chevalier du Royaume.  Son échec le ramène à la dure réalité et un profond sentiment d’inutilité l’envahit.  Mais le roi, désemparé à la suite d’une offensive des Blancs, lui fait vite comprendre qu’il reste son soutien moral le plus précieux.  Diffusion : le lundi 20 décembre 1976, à 16:30.
8. La Promenade.  Le roi qui déteste les promenades, a pourtant promis à la reine de l’accompagner à la campagne.  Alexandre, sympathisant, se rappelle soudain comment il simulait un rhume pour éviter d’aller à l’école  Informée de la maladie du roi, la reine accourt à son chevet, mais in ne s’en tire pas à si bon compte.  (Diffusion : le lundi 27 décembre 1976, à 16:30.
9. La Journée des dupes.  Alexandre se fait un nouvel ami, le pion de la Reine blanche, Dédeu, qui prétend vouloir l’aider à retrouver la case blanche au souterrain.  En réalité, il a été envoyé par Adélaïde pour tenter de récupérer le Roi blanc.  La Reine noire qui, elle, n’est pas dupe, parvient à mettre le complot à jour avec l’aide de son chevalier.  Diffusion : le lundi 3 janvier 1977, à 16:30.
10. Le Roi d’un jour.  Selon la coutume lors de la fête de l’échiquier, le roi nomme un « roi d’un jour ».  Le Vizir de la reine convoite cet honneur et la jalousie le ronge lorsque Alexandre est couronné.  Diffusion : le lundi 10 janvier 1977, à 16:30.
11. La Case blanche.  La découverte d’une case blanche par où Alexandre serait entré au royaume des échecs pose au Roi le plus grave dilemme d’en avertir Alexandre ou de le trahir en murant la case à son insu.  Diffusion : le lundi 17 janvier 1977, à 16:30.
12. Un incident de frontière.  Se baladant à cheval, Alexandre est attiré par un renard et franchit à son insu la frontière des Blancs.  Diffusion : le lundi 24 janvier 1977, à 16:30.
13. Une marée de pions.  Le roi est mis au courant du délabrement d’un certain secteur du royaume.  Diffusion : le lundi 31 janvier 1977, à 16:30.
14. Le Visiteur de la nuit.  Un étrange visiteur dont la ressemblance avec le père d’Alexandre est frappante fait son apparition au château.  Alexandre est confronté à de troublantes énigmes.  Diffusion : le lundi 7 février 1977, à 16:30.
15. Constance.  Alexandre est distrait, songeur et replié sur lui-même.  On le surprend sur le grand échiquier en train de remettre une lettre au pion blanc Constance.  Diffusion : le lundi février 1977, à 16:30.
16. La Ballade de Sire Godefroy.  Alexandre s’ennuie au château.  L’arrivée de Sire Godefroy, séduisant personnage insaisissable, rompt la monotonie.  Diffusion : le lundi 21 février 1977, à 16:30.
17. La Guerre des choux.  C’est la disette chez les Noirs; le peuple a faim et réclame le pain que le roi ne peut lui donner.  Diffusion : le lundi 28 février 1977, à 16:30.
18. Le Jongleur.  La visite du jongleur Barolo Baroli s’annonce amusante.  Diffusion : le lundi 28 mars 1977, à 16:30.
19. Dieu protège le roi.  Est-il rien de plus triste qu’un roi qui s’ennuie!  Le temps passe et l’ennui du roi persiste, au grand désespoir de ses proches.  Diffusion : le lundi 4 avril 1977, à 16:30.
20. Le Marchand royal.  Un marchand se présente au château.  Bijoux, soieries, fourrures défilent sous les yeux émerveillés de tous.  Diffusion : le lundi 11 avril 1977, à 16:30.
21. Au nom de la science.  Le médecin du roi travaille à une importante expérience alchimique.  Diffusion : le lundi 18 avril 1977 à 16:30.
22. Le Chevalier de la girouette.  Soucieux de plaire à tout le monde, le vieux vizir, débordé de travail, court à gauche et à droite comme une girouette.  Diffusion : le lundi 25 avril 1977, à 16:30.
23. La Loi du plus fort.  Après réflexion, Adélaïde consent à signer un pacte de non–agression avec les Noirs.  Diffusion : le lundi 2 mai 1977, à 16:30.
24. L’Édit de janvier.  Sire Nicolas vient informer le roi que les astrologues ont promulgué « l’édit de janvier ».  Diffusion : le lundi 9 mai 1977 à 16:30.
25. Le Chevalier servant.  Alexandre fait croire à Mélanie qu’un beau chevalier est amoureux d’elle.  Alexandre se tirera-t-il à si bon compte de son espièglerie?   Diffusion : le lundi 2 janvier 1978, à 16:30.
26. La Poudre magique.  Alexandre répand accidentellement dans le cou du roi un peu de poudre.   Diffusion : le lundi 9 janvier 1978, à 16:30.
27. Le Chroniqueur du roi.  Diffusion : le lundi 16 janvier 1978, à 16:30.
28. Une grande découverte.  Comment Alexandre, persuadé que la terre tourne autour du soleil, surmontera-t-il son déchirement entre la soumission au pouvoir du roi et l’appel de la vérité.  Diffusion : le lundi 23 janvier 1978, à 16:30.
29. Le Traître.  Les Noirs apprennent de la bouche d’un prisonnier Blanc qu’une attaque se prépare contre eux.  Lorsque la nouvelle leur parvient que Ceset se trouvent chez les Blancs, ils le soupçonne de traîtrise.  Diffusion : le lundi 30 janvier 1978, à 16:30.
30. Cunégonde.  La présence de Cunégonde, nièce d’Adélaïde, au château des Noirs est le prix à payer en échange du droit de passage de la flotte noire en territoire blanc.  Diffusion : le lundi 6 février 1978, à 16:30.
31. Le nez plongé dans les livres, Alexandre se passionne pour les exploits du chevalier Lombic qui aurait laissé un trésor sur le grand échiquier.  Diffusion : le lundi 13 février 1978, à 16:30.
32. Alexandre voit d’un très mauvais œil la décision du roi et de la reine de lui donner un précepteur, d’autant plus que leur choix se porte sur le vizir de la reine.  Diffusion : le lundi 20 février 1978, à 16:30.
33. Nuits… blanches!.  (Diffusion : le lundi 6 mars 1978, à 16:30)
34. Les Envahisseurs.  (Diffusion : le lundi 20 mars 1978, à 16:30)
35. Une vague… de froid.  (Diffusion : le lundi 27 mars 1978, à 16:30)
36. Profil de héraut : air à tics.  (Diffusion : le lundi 3 avril 1978, à 16:30)
37. Le Grand Inquisiteur.  (Diffusion : le lundi 10 avril 1978, à 16:30)
38. Une petite partie?.  (Diffusion : le lundi 17 avril 1978, à 16:30)
39. Le Courrier du roi.  (Diffusion : le lundi 24 avril 1978, à 16:30)
40. La Fin du voyage.  Alexandre est envahi par une sorte de nostalgie de son pays.  Dernier épisode de la série.  (Diffusion : le lundi 1er mai 1978, à 16:30)

Source : Ici Radio-Canada – Horaire des chaînes françaises de télévision de Radio-Canada, publication hebdomadaire, 1972-1985.